# آلکوباسا
آلکوباسا (Alcobaça) یکی از شهرهای کشور پرتغال است.
این شهر در بخش لِیریا قرار گرفته.
منطقهٔ شهرداری آلکوباسا که ۵۵٬۲۶۹ نفر جمعیت دارد در راستای دو رود آلکوآ و باسا رشد کرد و نام آن نیز از نام این دو رودخانه گرفته‌شده.
جمعیت خود شهر آلکوباسا ۱۶٬۲۳۰ نفر است.

آلکوباسا - Alcobaça
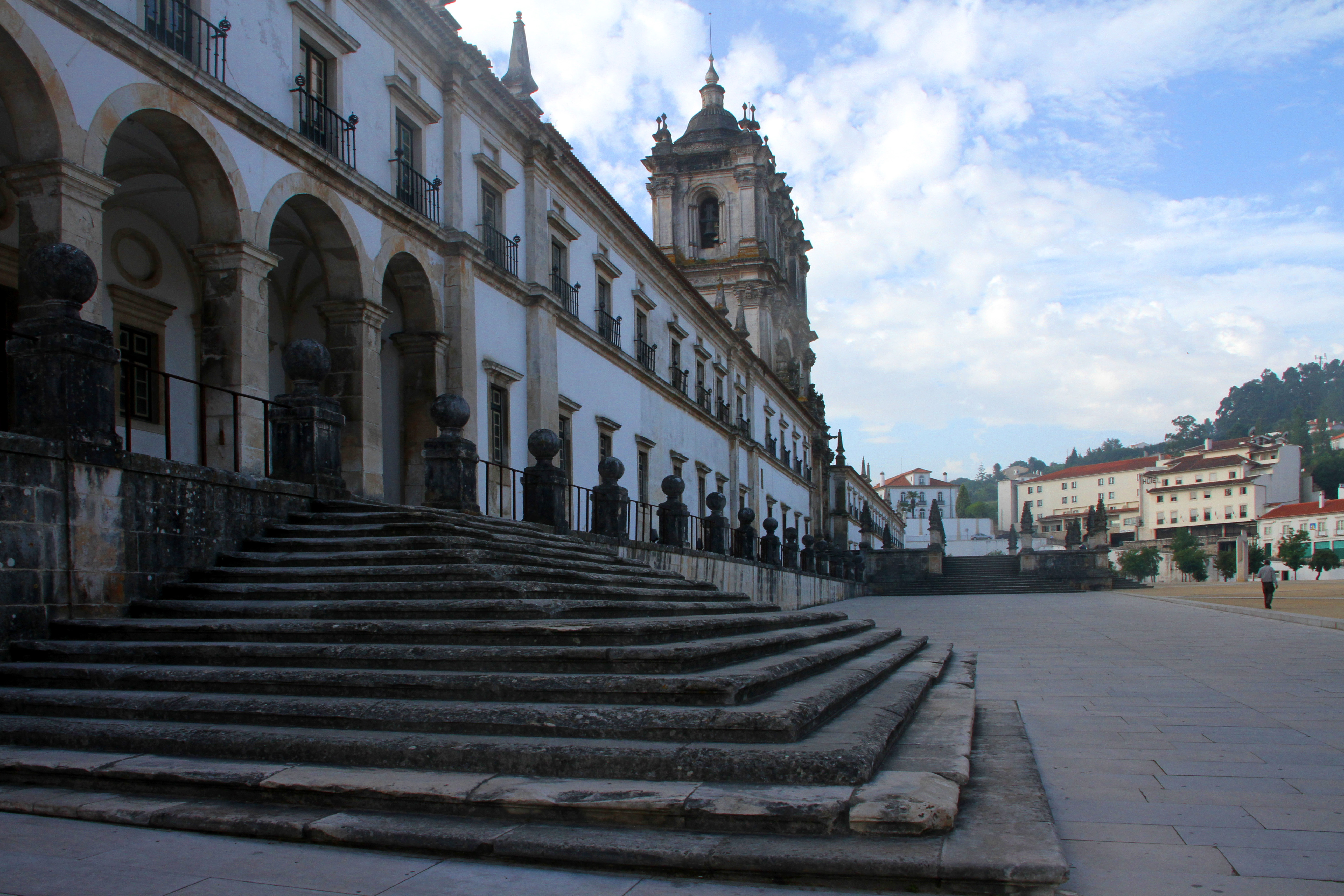
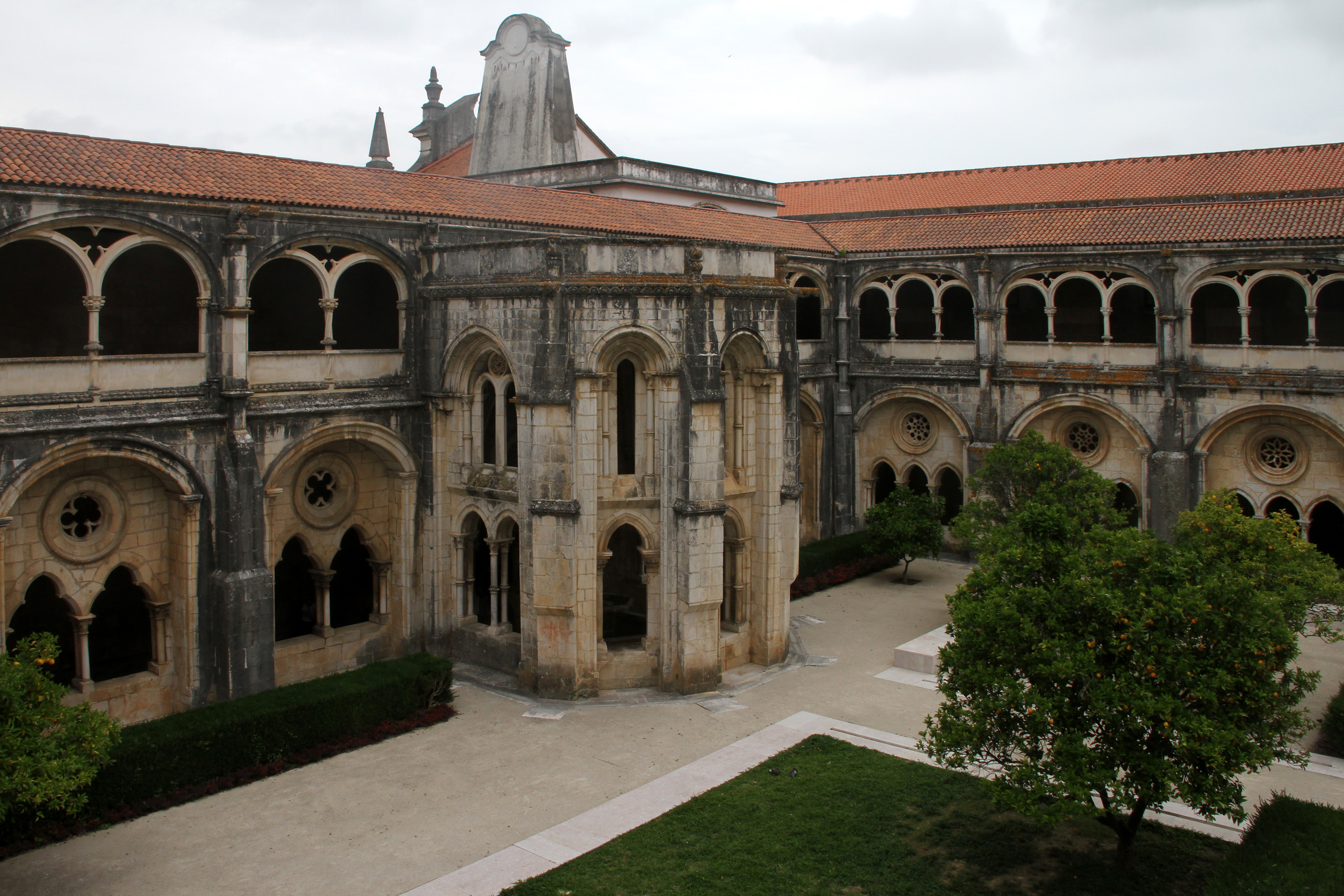
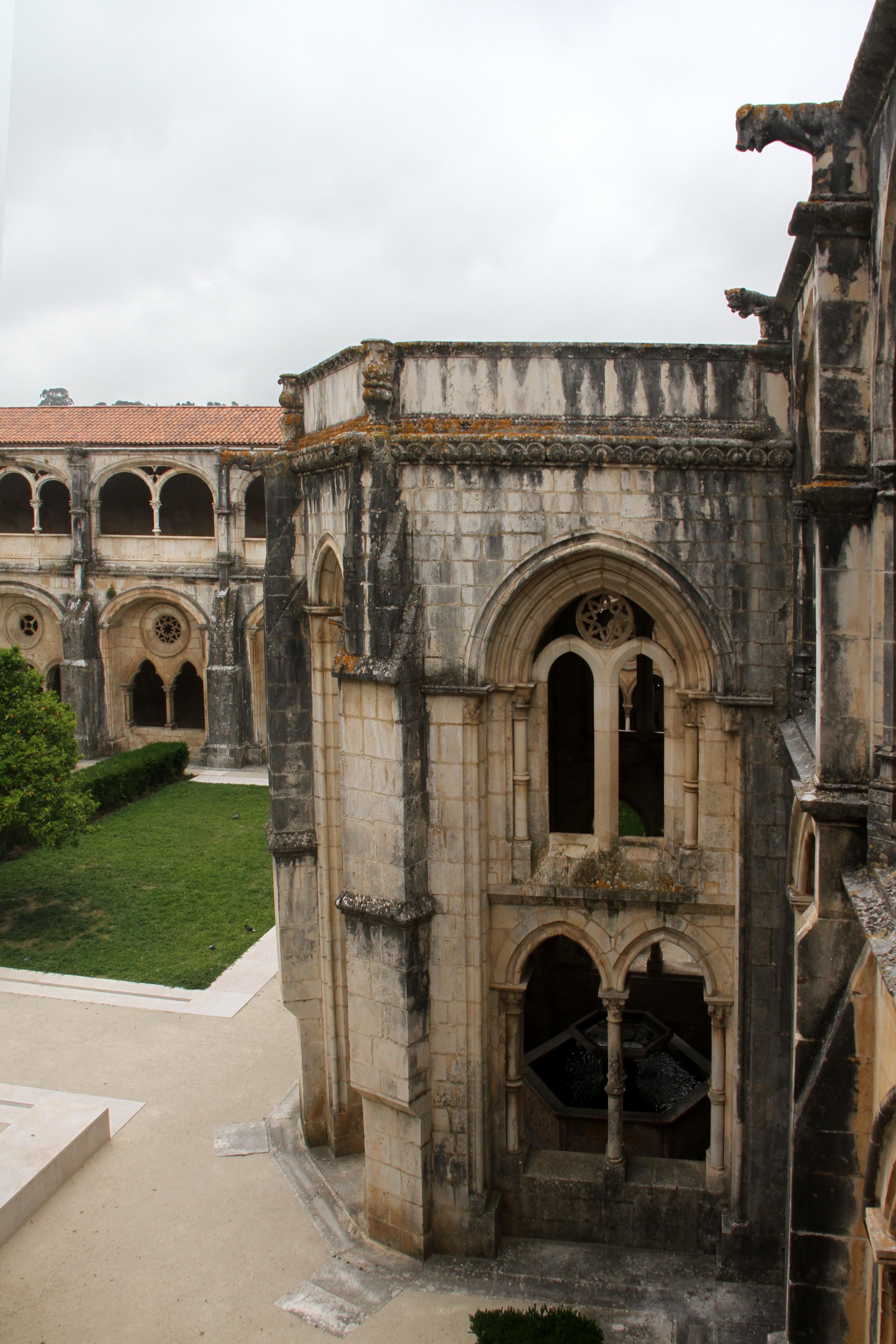
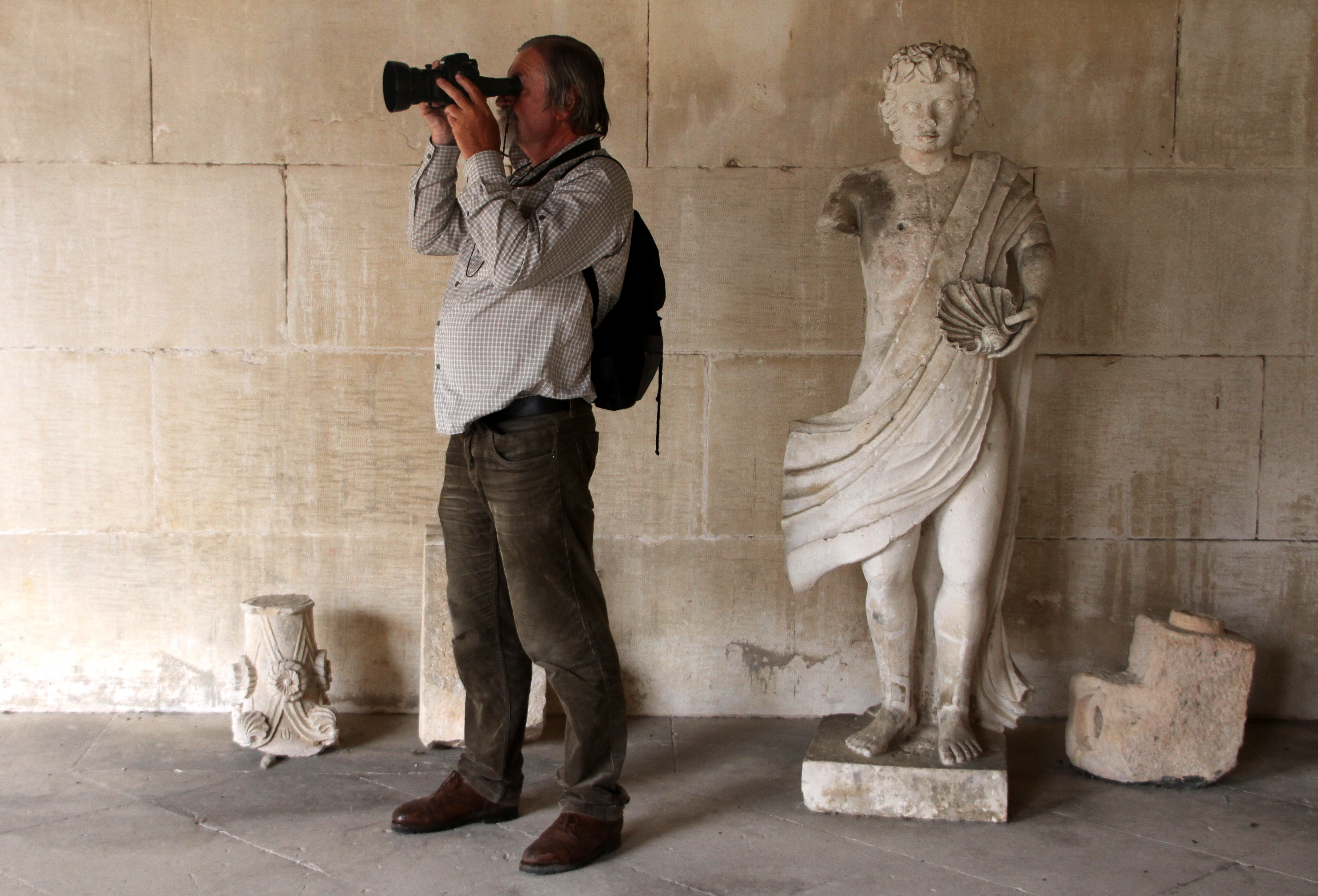
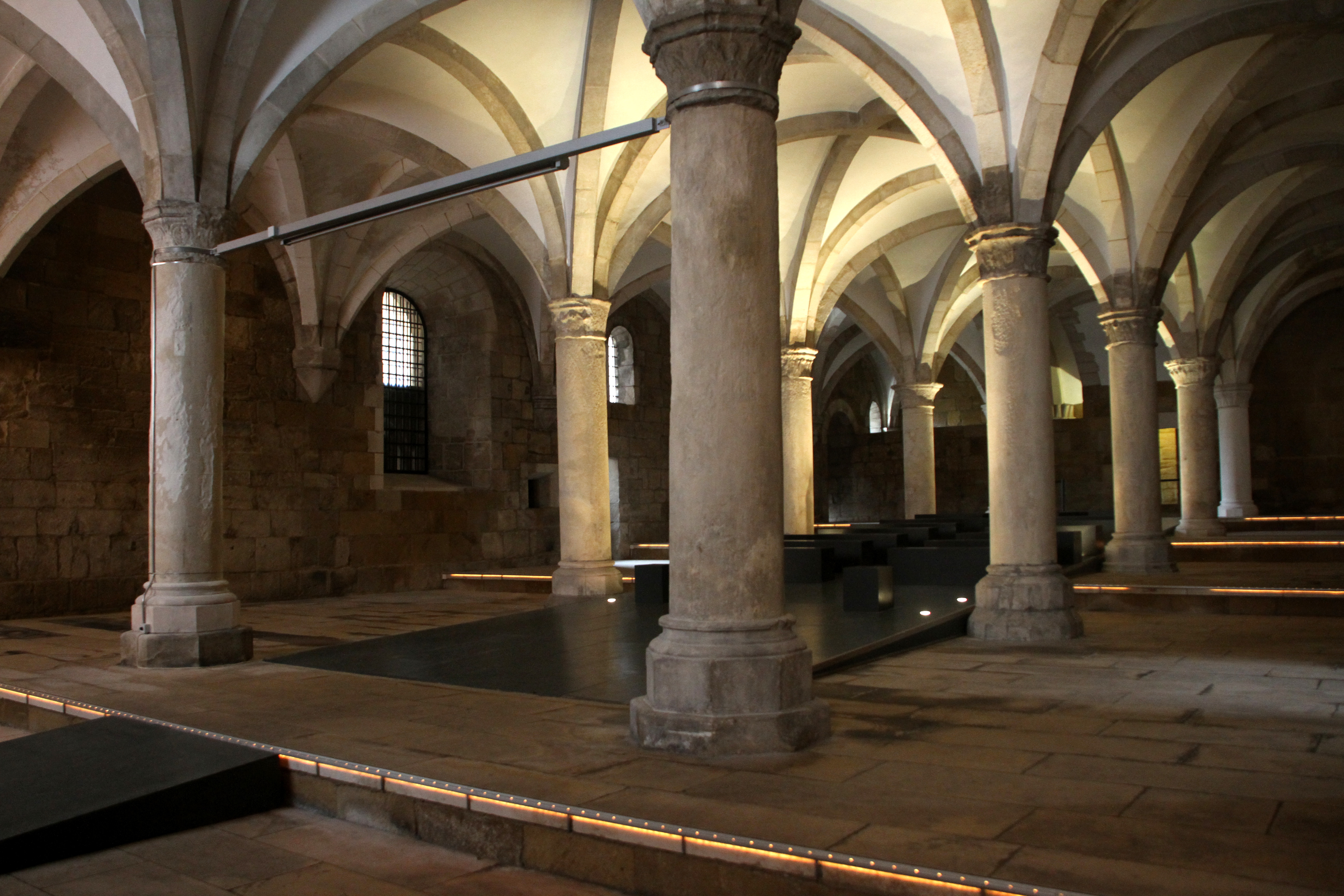
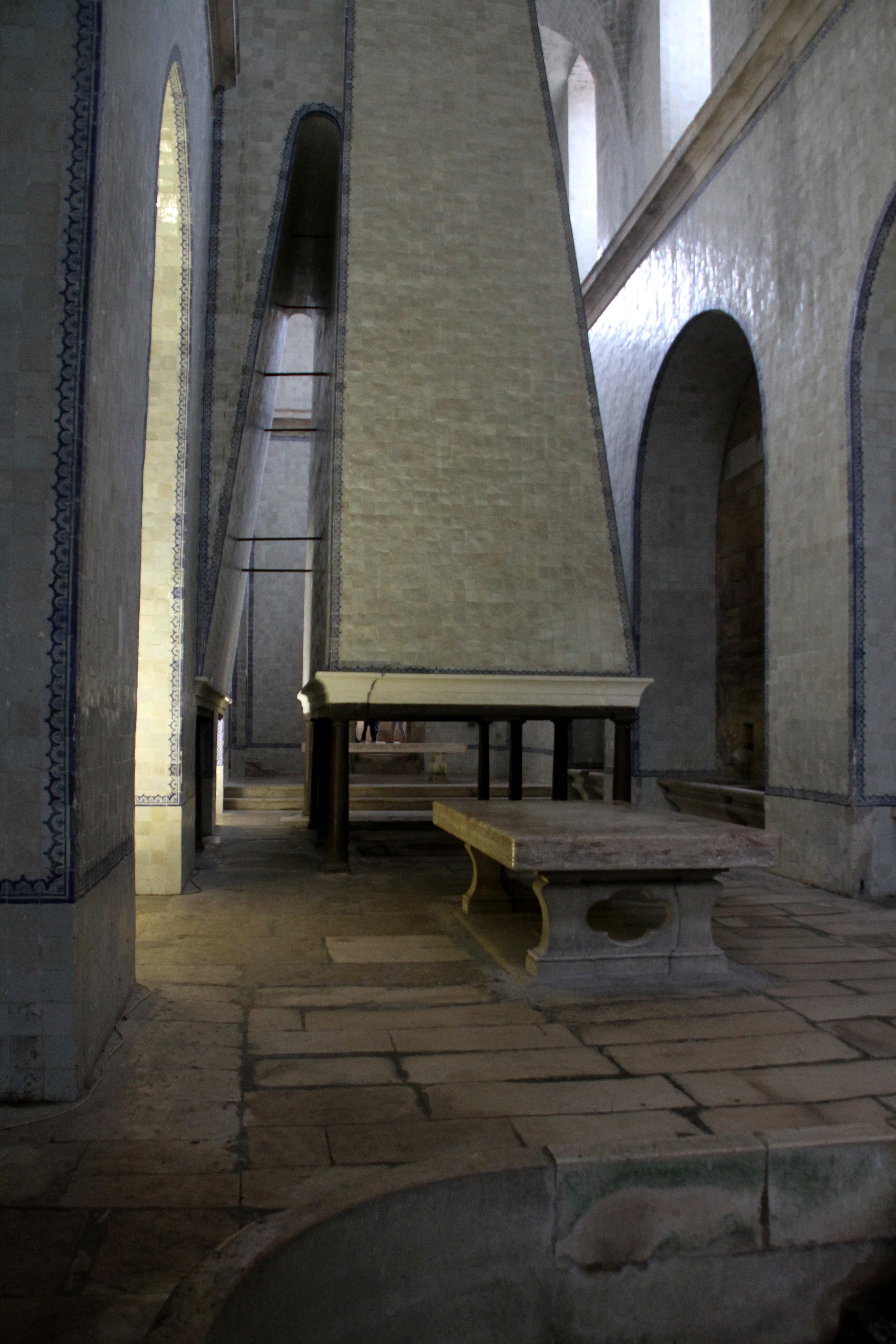
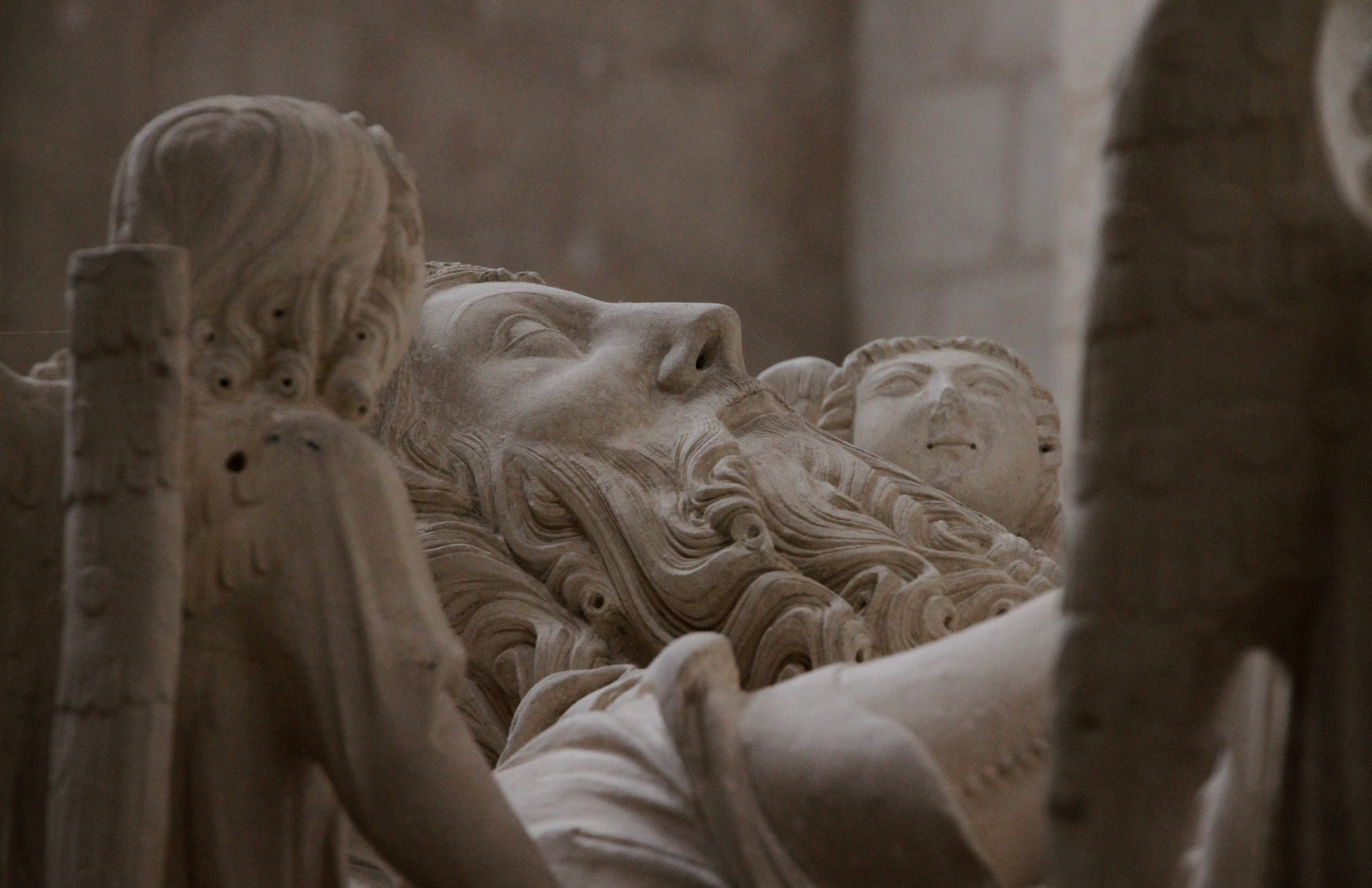
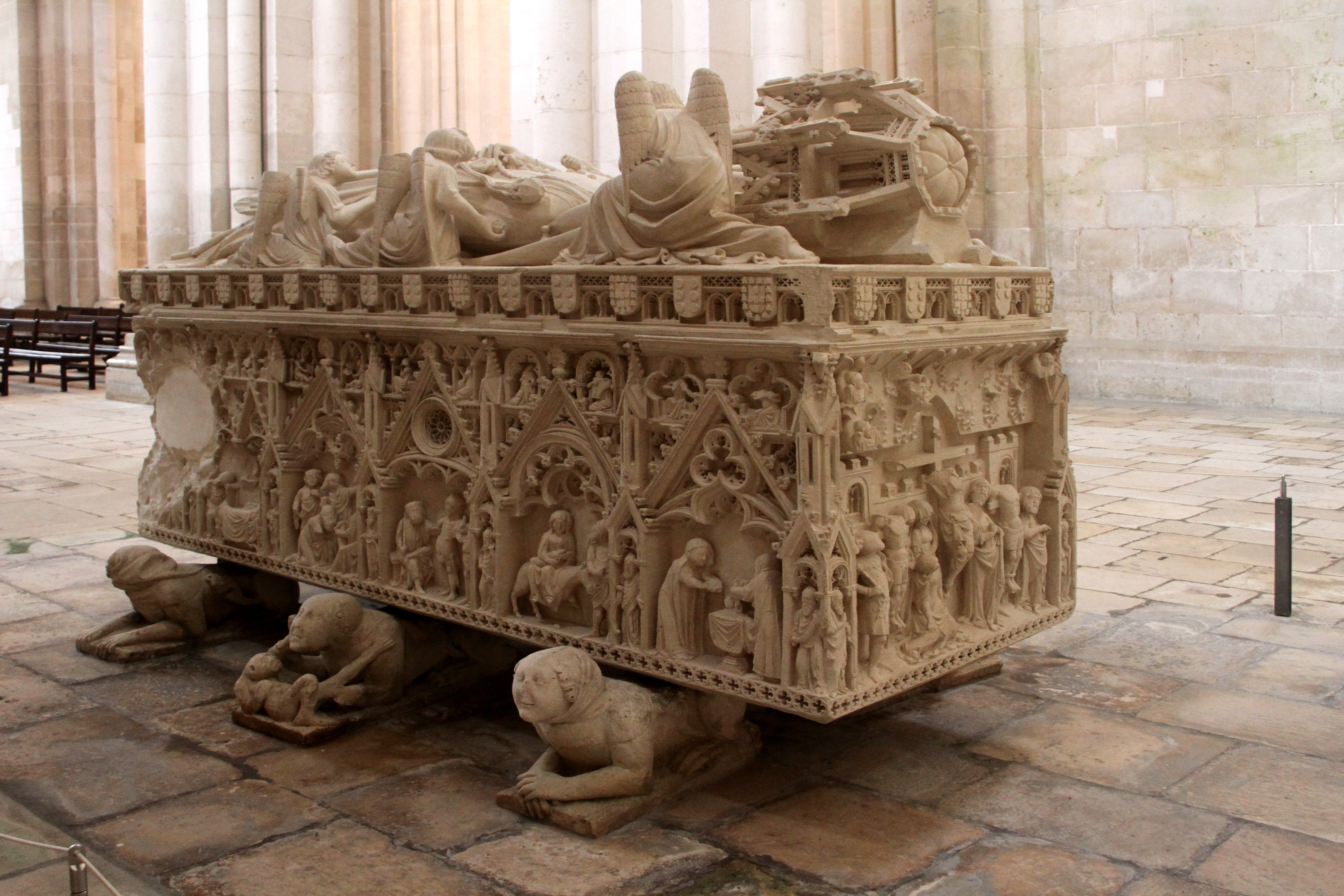